# La compagna di viaggio
La compagna di viaggio è un film italiano del 1980 diretto da Ferdinando Baldi.

## Trama
Un barone, con la complicità di un'attricetta, organizza su un treno il furto del vagone portavalori, tenendo a bada il capotreno e i viaggiatori, un campionario di varia umanità: un onorevole con la segretaria divorziata, uno psichiatra con una paziente in cura, due neo-sposi in viaggio di nozze, un cantante alla moda con l'assistente, una donna ricca e viziosa. 
 Il colpo riesce, ma il bottino viene sperperato per produrre un film kolossal e tutto finisce in perdita; il barone tenta allora di rubare un grosso carico di valuta imbarcato su un traghetto, ma un improvviso sciopero dei marittimi manda in fumo il piano. Da qui il progetto d'impadronirsi di un carico di diamanti, imbarcati su un aereo in partenza da Fiumicino destinati ad Amsterdam.